# Joseph A. Durlak
Joseph A. Durlak ist emeritierter Professor für Klinische Psychologie an der Loyola University Chicago, wo er 1967 auch seinen B.Sc. erwarb. Er promovierte 1972 an der Vanderbilt University und forscht vor allem über die Prävention psychischer Störungen bei Jugendlichen.

## Arbeitsschwerpunkte
Durlak vertritt eine kognitiv-behaviorale Perspektive. Seine Arbeitsschwerpunkte sind soziales und emotionales Lernen und Gemeindepsychologie, insbesondere Präventions- und Förderprogramme zur Förderung der sozialen, emotionalen und gesundheitlichen Entwicklung von Kindern und Jugendlichen. Bekannt wurde er u. a. durch seine Forschungsarbeiten zur Wirksamkeit von Laienhilfe bei psychischen Problemen.
Methodisch arbeitet er vor allem mit Metastudien, für die er eine umfangreiche Datenbasis zusammengetragen hat. Auf Basis einer solchen Studie veröffentlichte Durlak 1979 einen Artikel im Psychological Bulletin, in dem er 42 empirische Untersuchungen im Hinblick auf die Effizienz professioneller und paraprofessioneller (also nicht akademisch qualifizierter, aber hinreichend sachkundiger) Helfer z. B. bei der Prävention von Suiziden oder der Unterstützung von Menschen mit akuten psychischen Problemen auswertete. Seine Schlussfolgerungen erschienen ihm selbst “provokativ”: Die Paraprofessionals erzielten bessere klinische Resultate als die Professionals; professionelle Ausbildung und formales Training schienen also keine Voraussetzungen für wirkungsvolle Hilfe zu sein. Die Studie wurde zwar von der Fachwelt wegen methodischer Probleme heftig angefeindet, die Ergebnisse wurden jedoch später häufig bestätigt. So zeigen Professionals weniger Geduld und Empathie in der Tefonberatung von Suizidgefährdeten als dies Paraprofessionals oder gar Laien tun. Zumindest sind die Leistungen gleich effizient, und die der professionellen Einrichtungen sind sogar besser, wenn keine fachlich hochspezialisierte Weiterbildung verlangt wird.
In einer weiteren große Metastudie (The Impact of Enhancing Students’ Social and Emotional Learning, 2011) wies Durlak gemeinsam mit Kollegen die Wirksamkeit von hochstrukturierten schulischen und Hochschulprogrammen (Sequenced training, Active learning, Focused on skill developemtn, Explicit goals - SAFE) zur Unterstützung der sozialen und emotionalen Fähigkeiten der Studierenden nach, die auch dem Stress- und Aggressionsabbau dienen.

## Veröffentlichungen
- Durlak, J. A., Successful Prevention Programs for Children and Adolescents, 1997, ISBN 0-306-45645-1.
- Durlak, J. A. et al., The Impact of Enhancing Students’ Social and Emotional Learning: A Meta-Analysis of School-Based Universal Interventions. Child Development, Special Issue: Raising Healthy Children, 82 (2011), 1, S. 405–432.
- Ewell Foster, C. J., Garber, J., & Durlak, J. A., Current and past maternal depression, maternal interaction behaviors, and children's externalizing and internalizing symptoms. Journal of Abnormal Child Psychology, 36 (2008), S. 527–537.
- Durlak, J. A., & Dupre, E. P., Implementation matters: A review of research on the influence of implementation on progam outcomes and the factors affecting the implementation. American Journal of Community Psychology, 41 (2008), S. 327–350.
- Durlak, J. A., Prevention. In: T. Gutkin & C. Reynolds (Eds.), Handbook of school psychology (4th ed.), S. 2377–2418. New York: Wiley 2008.
- Durlak, J. A., Taylor, R. D., Kawashima, K., Pachan, M. P., DuPre, E. P., Celio, C. I., Berger, S. R., Dymnicki, A. B., & Weissberg, R. P., Effects of positive youth development programs on school, family, and community systems. American Journal of Community Psychology, 40 (2007), 269–286.
- Durlak, J. A., Domitrovich, C. E., Weissberg, R. P., Gullotta, T. P. (eds.): Handbook of Social and Emotional Learning. Research and Practice. Guilford Press 2015.